# سیاست کشاورزی
سیاست کشاورزی یا خط مشی کشاورزی مجموعه‌ای از قوانین و مقررات مرتبط با کشاورزی داخلی و واردات و صادرات محصولات کشاورزی را دربرمی گیرد. حکومت‌ها از طریق سیاست گذاری کشاورزی اهدافی نظیر تضمین تأمین محصولات خاص در بازار، ثبات قیمت‌ها، کمیت و کیفیت تولید، بهره‌برداری از زمین‌ها و اشتغال نیروی انسانی را تعقیب می‌کنند. سیاست کشاورزی به دغدغه‌هایی نظیر امنیت غذایی و فقرزدایی مربوط می‌شود و از ابزارهایی نظیر یارانه کشاورزی، قیمت گذاری و قیمت تضمینی بهره می‌گیرد.